# Где ты теперь, Максим?
«Где ты теперь, Максим?» — советский художественный чёрно-белый драматический фильм, снятый в 1964 году режиссёром Эдмондом Кеосаяном на киностудии «Мосфильм». По мотивам повести Вильяма Козлова «Я спешу за счастьем».
Премьера состоялась 14 июня 1965 года. Фильм посмотрели 10,8 млн зрителей.

## Сюжет
Семнадцатилетний Максим Бобцов возвращается в город Великие Луки, чтобы участвовать в его послевоенном восстановлении. Он ищет своего друга Генку, но оказывается в компании ребят, восстанавливающих железнодорожное училище. В это время он влюбляется в девушку по имени Алла, которая флиртует со всеми парнями училища. Максим также подружился с Динкой по прозвищу Рысь и другом Мишкой Победимовым по кличке Швейк, который ворует материалы с участка. Максим отказывается участвовать в их преступных делах и находит верного друга в каменщике Коле Бутафорове. В конце концов, после различных приключений и размышлений, Максим встречает Генку и понимает, что, несмотря на все сложности и разочарования, он вырос и нашел своё место в жизни.

## Роли исполняют
- Борис Токарев — Максим Бобцов (главная роль)
- Людмила Гладунко — Динка
- Ирина Губанова — Алла
- Нина Меньшикова — мать Максима
- Инна Чурикова — Анжелика
- Виктор Авдюшко — Григорьич, отчим Максима
- Юрий Назаров — Николай Бутафоров
- Валерий Носик — Мишка
- Георгиос Совчис — Герка
- Михаил Глузский — Корней Зубков, шофёр
- Николай Сергеев — сосед Генки Потапова в разрушенном доме
- Эдуард Абалов — сосед Максима по больничной палате
- Игорь Савкин — Иван Петрович, председатель сельсовета
- Владимир Соловьёв — Вадим Петрович, директор техникума
- Юрий Киреев — «Живчик»
- Надежда Федосова — соседка Генки Потапова в разрушенном доме
- Эммануил Геллер — выпрашивающий гвозди у Григорьича
- Наташа Чечёткина — эпизод

## Съёмочная группа
- Авторы сценария: Сергей Ермолинский, Вильям Козлов
- Режиссёр-постановщик: Эдмонд Кеосаян
- Главные операторы: Сергей Зайцев, Герман Шатров
- Главный художник: Виталий Гладников
- Режиссёр: М. Филимонова
- Композитор: Джон Тер-Татевосян
- Звукооператор: Арташес Ванециан
- Дирижёр: Эмин Хачатурян
- Текст песни: Сергей Гребенников, Николай Добронравов
- Костюмы: Людмила Ряшенцева
- Грим: Н. Захаров
- Монтаж: П. Чечёткина
- Редактор: Л. Голубкина
- Комбинированные съёмки:
  - Художник: Михаил Семёнов
  - Оператор: П. Маланичев
- Директор картины: Дмитрий Залбштейн